# Tokyo Mew Mew
Tokyo Mew Mew (東京ミュウミュウ, Toukyou Myuu Myuu) er en japansk mangaserie i 7 bind skrevet af Reiko Yoshida og tegnet af Mia Ikumi 2000-2003. Serien har dannet basis for en animeserie i 52 afsnit, der blev udsendt i Japan i 2002-2003. De første 26 afsnit af denne er desuden udsendt i en amerikansk redigeret udgave under navnet Mew Mew Power. Derudover har Mia Ikumi skrevet og tegnet den opfølgende mangaserie Tokyo Mew Mew à la Mode, der blev udgivet i 2 bind 2003-2004. Mangaserierne og Mew Mew Power er blevet udsendt i dansk oversættelse.
I 2020 blev der udgivet en efterfølger til mangaserien med to kapitler. Desuden begyndte der en ny mangaserie, Tokyo Mew Mew Olé!, med mandlige hovedpersoner. En ny animeserie baseret på den oprindelige mangaserie, Tokyo Mew Mew New, begyndte 6. juli 2022.
Serien henvender sig til teenagepiger med historier om romantik og spænding

## Handling
De fem forskellige piger Ichigo, Minto, Retasu, Purin og Zakuro er på et museum for at se en udstilling om dyr. Pludselig ryster jorden, og de 5 piger får sprøjtet DNA fra forskellige truede dyr på den røde liste ind i kroppen, hvilket giver dem dyrenes kræfter. Efter det, kommer de fem piger ud på sindsoprivende eventyr. De skal bekæmpe rumvæsner og deres kimærer, der er parasitter som forvandler dyr til monstre.
Tokyo Mew Mew A la Mode handler om pigen Berry Shirayuki (白雪 ベリー Shirayuki Berii), der midlertidigt overtager Ichigos plads som leder, mens hun er ude at rejse.

## Figurer
- Ichigo Momomiya (桃宮 いちご Momomiya Ichigo) / Mew Ichigo (ミュウイチゴ Myuu Ichigo) – Seriens hovedperson og gruppens lidt usikre leder. Hun er en almindelig skolepige på 12 år, der er sød og omsorgsfuld men er tilbøjelig til at overse ting og overreagere. Hun er forelsket i sin klassekammerat Masaya Aoyama. Hendes navn kommer af ichigo, der betyder jordbær, og momo, der betyder lyserød, begge dele en hentydning til hendes lyserøde hår og dragt i mew-form.

Hun har indsprøjtet DNA fra Iriomote-katten, der gør det muligt for hende at forvandle sig til Mew Ichigo. Når hun gør det bliver hendes normalt mørkerøde hår lyserødt. Hendes angreb er Ribbon Strawberry Check.
- Minto Aizawa (藍沢 みんと Aizawa Minto) / New Minto (ミュウミント Myuu Minto) – En fin rigmandsdatter der er meget viljestærk. Hun kan være doven, snobbet og til tider meget sarkastisk, men hun er også modig og i første række, når der skal kæmpes. Nogle af de eneste, hun er søde ved, er Zakuro Fujiwara og hendes hund Miki.

Hun har indsprøjtet DNA fra Blåkornet Lori, der gør det muligt for at forvandle sig til Mew Minto.
- Retasu Midorikawa (碧川 れたす Midorikawa Retasu) / Mew Retasu (ミュウレタス Myuu Retasu) – En stille, klog pige der er sød, godhjertet og godmodig, men som også er vældig klodset. Hun gør altid hvad hun mener er rigtigt og har stærke moralske værdier. Hendes navn kommer af Retasu, der betyder salat, og midori, der betyder grøn, begge dele en hentydning til hendes grønne hår og dragt i mew-form.

Hun har indsprøjtet DNA fra det finneløse marsvin, der gør det muligt for hende at forvandle sig til Mew Retasu. Når hun gør det bliver hendes normalt mørkegrønne hår lysegrønt. Hendes angreb er Ribbon Lettuche Rush.
- Purin Fong (黄 歩鈴 Fon Purin) / Mew Puring (ミュウプリン Myuu Purin) – En smidig lille artist , der kun har penge i hovedet. Hun er lille og kær og er altid helt vild. Hun omtaler normalt sig selv i tredje person. Hendes navn kommer af purin, der betyder dessert, fordi hun spærrer kimærerene inde i en slags geledessert.

Hun har indsprøjtet DNA fra den gyldne løveabe, der gør det muligt for hende at forvandle sig til Mew Purin. Når hun gør det bliver hendes normalt blonde hår gult. Hendes angreb er Ribbon Jelly Ring Inferno.
- Zakuro Fujiwara (藤原 ざくろ Fujiwara Zakuro) / Mew Zakuro (ミュウザクロ Myuu Zakuro) - Den største af pigerne, der ikke siger så meget, men når hun endelig taler er det værd at høre på. Hun er en kølig skønhed, der i starten ikke ønsker at være med i Tokyo Mew Mew og i pigernes selskab, men hun ombestemmer sig til at være med og varmer efterhånden op. Hun er model og taler seks sprog flydende: japansk, kinesisk, spansk, tysk, engelsk og fransk. Hendes navn kommer af zakuro, der betyder granatæble.

Hun har indsprøjtet DNA fra den grå ulv, der gør det muligt for hende at forvandle sig til Mew Zakuro. Når hun gør det bliver hendes normalt lilla hår lyslilla. Hendes angreb er Ribbon Zakuro Pure.

## Manga
Mangaserien blev første gang trykt i det japanske mangamagasin Nakayoshi 2000-2003 og siden samlet i syv bind. Disse blev i 2003-2004 fulgt af yderligere to bind med titlen Tokyo Mew Mew à la Mode. Den oprindelige serie blev skrevet af Reiko Yoshida og tegnet af Mia Ikumi, mens Mia Ikumi skrev og tegnede Tokyo Mew Mew à la Mode alene. Alle ni bind er udsendt i dansk oversættelse af Forlaget Carlsen.
I december 2019 begyndte en ny mangaserie, Tokyo Mew Mew Olé! af Madoka Seizuki, i Nakayoshi. Serien handler om et nyt hold af mandlige Mew Mew. En kort efterfølger på to kapitler til den oprindelige mangaserie blev udgivet fra december 2019 til januar 2020. Det blev Mia Ikumis sidste værk før hendes død i marts 2022.

## Anime
En animeserie i 52 afsnit baseret på de oprindelige syv bind og suppleret med en del nye historier blev produceret af Studio Pierrot og udsendt i Japan 6. april 2002 – 29. marts 2003.
Efterfølgende lavede 4Kids Entertainment en redigeret engelsksproget udgave af første sæson under navnet Mew Mew Power, der udsendtes første gang i USA 19. februar 2005 – 12. november 2005. Ved redigeringen fik figurerne nye navne og afsnit 12 blev flyttet frem som det første. Denne er efterfølgende blevet vist på TV 2 med dansk tale. Den originale animeserie er derimod ikke blevet oversat til dansk.

### Japanske stemmer
- Saki Nakajima – Ichigo Momomiya
- Yumi Kakazu – Minto Aizawa
- Kumi Sakuma – Retasu Midorikawa
- Hisayo Mochizuki – Purin Fong
- Junko Noda – Zakuro Fujiwara, Masha
- Daisuke Sakaguchi – Kisshu
- Asai Kiyomi – Tart
- Nobutoshi Kanna – Pai
- Megumi Ogata – Masaya Aoyama, Deep Blue, Blue Knight
- Kouichi Toochika – Ryou Shirogane
- Hikaru Midorikawa – Keiichiro Akasaka

### Danske stemmer
- Bette Dandanell
- Amalie Dollerup
- Mikkel Følsgaard
- Timm Mehrens
- David Owe
- Simon Stenspil
- Ilia Sweinson
- Gry Trampedach
- Thea Ulstrup

### Tokyo Mew Mew New
I april 2020 blev der annonceret en ny animeserie, Tokyo Mew Mew New, i anledning af mangaseriens 20 års jubilæum. Serien blev lavet af Yumeta Company og Graphinica. Takahiro Natori instruerede efter manuskript af Yuka Yamada, mens Satoshi Ishino designede figurerne, og Yasuharu Takanashi komponerede musikken. Dubberne der skulle spille de fem Mem Mew blev fundet ved en åben audition i andet kvartal 2020. De kom desuden til at fungere som idolgruppen Smewthie. Serien havde premiere på Tv Tokto 6. juli 2022.